# 鄭如蘭

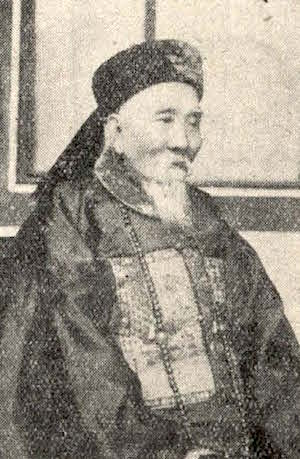
鄭如蘭

鄭如蘭（1835年10月—1911年7月），字香谷，號芝田，臺灣新竹水田莊人。

## 生平

### 家族
他的父親是淡水廳附生鄭用錦，母親是張棗娘；他是家裡的第二個兒子。他的伯父是鄭用錫，他的祖父是鄭崇和，其家族為新竹北門鄭氏家族。
有長子鄭拱辰（1860-1923），次子鄭神寶（螟蛉子）。歷史學家鄭欽仁（1936-）為其曾孫。

### 早年生活
他的父親在他幼年時即過世；此後，他由母親獨力撫養長大。他在成長過程中努力求學，並孝順服侍母親。
同治五年（1866年），他經當局考核批准後開始為母親興建節孝牌坊。
他曾受提學道丁曰健拔擢而得以入泮，並在入泮後獲選優等並成為補增廣生；但是，他在參加數次秋季鄉試後一直未能如願考取。

### 政治生涯
光緒十五年（1889年）七月，他因為辦理團練事務有功，由增生授候選主事，賞戴花翎，後來又加道銜，旌表孝友。
日本政府入主臺灣後，當局因其財力與聲望而加以重視。
明治四十四年（1911年），鄭如蘭逝世，享年七十七歲。

### 家庭生活
他的元配是恩貢生陳緝熙的長女；她在十八歲時嫁予鄭如蘭。

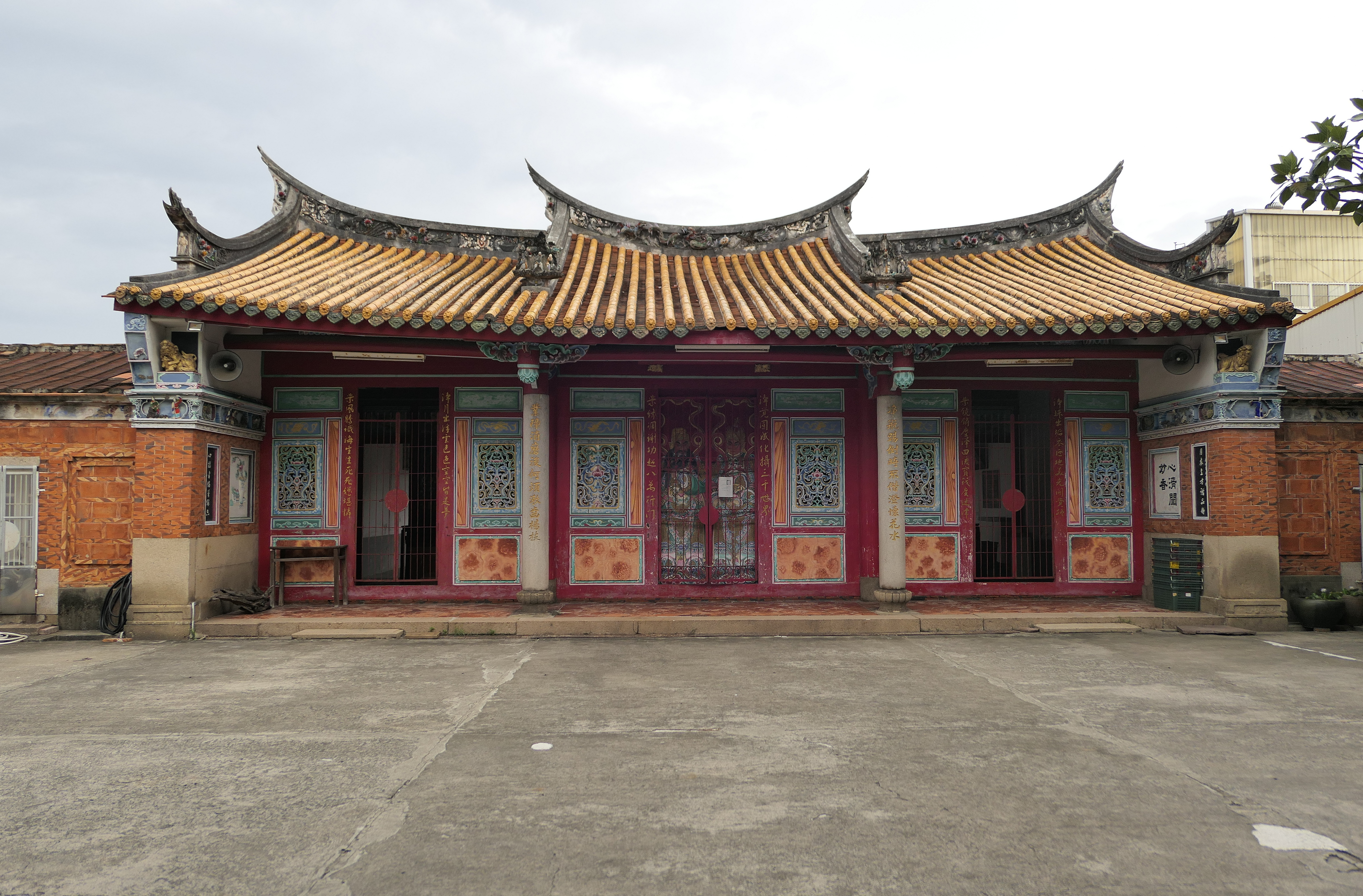
新竹淨業院

### 文學生活
鄭如蘭愛好吟詠詩詞；他為北郭園詩社「吟社」創立者，並一生致力於其活動。

## 著作
- 《偏遠堂吟草》[3][1]

## 連結
- 詩詞索引淸鄭如蘭 （页面存档备份，存于）
- 鄭如蘭 - ||| 臺灣大學深化臺灣研究核心典藏數位化計畫||| （页面存档备份，存于）
- 鄭如蘭 - ||| 臺灣大學深化臺灣研究核心典藏數位化計畫||| （页面存档备份，存于）